# Markus Lonardoni

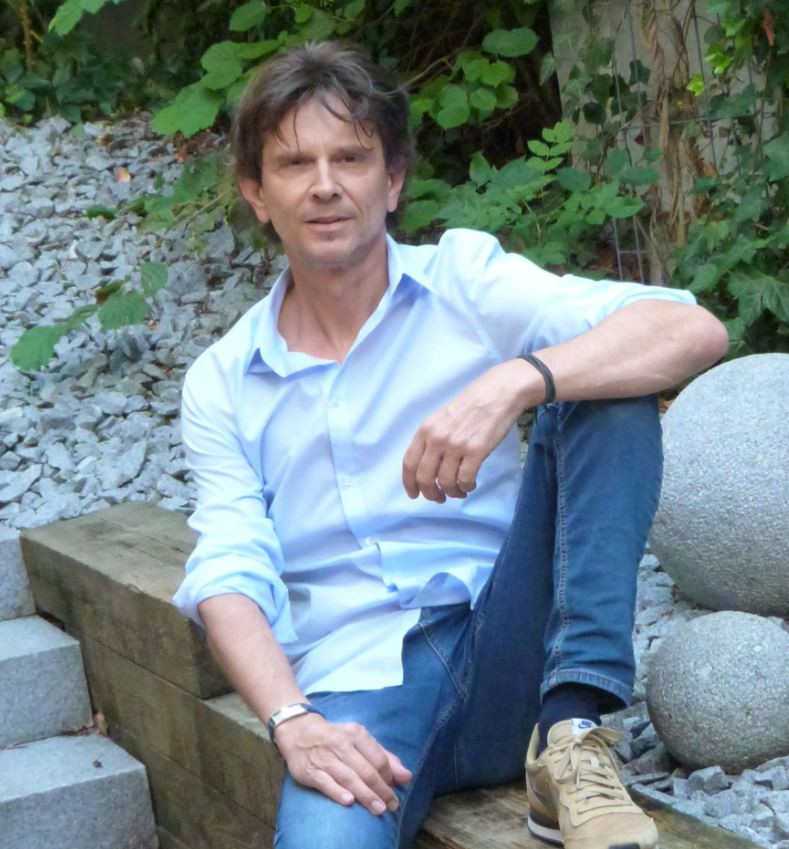
Markus Lonardoni 2016

Markus Lonardoni (* 1963) ist ein deutscher Musiker und Filmkomponist und Autor. Der in Aalen lebende Lonardoni schreibt Musik für Kinofilme und Fernsehproduktionen.

## Leben
Nach dem Studium an der Hochschule für Musik und Darstellende Kunst Stuttgart von 1980 bis 1985 ging er als Vollstipendiat ans Berklee College of Music nach Boston. Dort studierte er bis 1989 Komposition und Filmmusik. 1990 war er Mitglied der Meisterklasse des Avantgarde Komponisten Hans Werner Henze an der Musikhochschule Köln.
Nach dem Studium arbeitete Lonardoni zunächst als freier Musiker bei den Stuttgarter Philharmonikern und dem Staatstheater Stuttgart sowie als Gastdozent an verschiedenen Musikhochschulen.
Seit 1994 ist Lonardoni freischaffender Filmkomponist.

## Filmmusik
Lonardoni schrieb 1996–2015 die Filmmusik zu über 40 Fernsehproduktionen aus den TV-Reihen Tatort (ARD), Polizeiruf 110 (ARD), Ein Fall für zwei (ZDF), Alarm für Cobra 11 (RTL), sowie zu den Filmen Happy Birthday, Türke!  von Doris Dörrie (zusammen mit Peer Raben) (Kino 1991), Wonded faces (Kino 1991), Die wahre Geschichte von Männern und Frauen (Kino zusammen mit Peer Raben 1992), Friedrich und der verzauberte Einbrecher (Kino 1996), Spiel um dein Leben (ARD 1996), Porträt eines Richters (ARD 1997), Atemlose Liebe (1998), Sweet little sixteen (1999), Alles Samba (2003) und Liebe auf Bewährung (2003).
Außerdem komponierte er 2002–2016 die Musik zu 52 Folgen der ZDF-Dokumentationsreihe Schliemanns Erben/Terra X, 2008 komponierte er zusammen mit Paul Rabiger die Filmmusik für die zehnteilige ZDF-Fernsehdokumentation Die Deutschen von Guido Knopp. Auch für Stauffenberg – Die wahre Geschichte (ZDF), ebenfalls von Guido Knopp, die dreiteilige Dokumentation Mythos Rommel (ARD) von Maurice Philip Remy komponierte Lonardoni die komplette Filmmusik.

### Veröffentlichungen
- Rock Drumming. Voggenreiter, 1994, ISBN 3-8024-0191-3.
- Keyboard spielen. Buch und CD. Pop und Rock. Für Anfänger und Wiedereinsteiger. Falken, 1996, ISBN 3-8068-1435-X.
- Popularmusiklehre. Pop, Rock, Jazz. Reclam, 1996, ISBN 3-15-029604-8.
- Das Drumset in der Klasse. Klett, 2002, ISBN 3-121-77821-8, mit CD (Applaus – Musikmachen im Klassenverband, Heft 12).
- Jazz + Pop Fuer Kleine Haende. Bosworth, ISMN 979-0-20163018-2 (Suche im DNB-Portal).
- Technik für Kleine Trommel 1. Für Anfänger, Wiedereinsteiger und Fortgeschrittene. Hofmeister, 2005, ISBN 3-87350-507-X.

## Filmografie (Auswahl)
- 1991: Happy Birthday, Türke!
- 1996: Tatort – Perfect Mind: Im Labyrinth
- 1996: Tatort – Wer nicht schweigt, muß sterben
- 1997–1998 Zwei Brüder (Fernsehserie, 3 Folgen)
- 1997–1998: Das Amt (Fernsehserie, 17 Folgen)
- 2000: Tatort – Bienzle und der Mann im Dunkeln
- 2000–2002 Alarm für Cobra 11 – Die Autobahnpolizei (Fernsehserie, 13 Folgen)
- 2002: Tatort – Schrott und Totschlag
- 2002: Polizeiruf 110 – Angst um Tessa Bülow
- 2003: Polizeiruf 110 – Mama kommt bald wieder
- 2003: Alles Samba
- 2004: Schliemanns Erben
- 2005: Tatort – Ohne Beweise
- 2005: Tatort – Der Name der Orchidee
- 2006: Tatort – Gebrochene Herzen
- 2006: Polizeiruf 110 – Tod im Ballhaus
- 2008: Die Deutschen (Fernsehserie, 1 Folge)
- 2008: Tatort – Der Kormorankrieg
- 2009: Stauffenberg – Die wahre Geschichte
- 2010: Polizeiruf 110 – Blutiges Geld
- 2012: Tatort – Schmuggler